# Only one〜逢いたくて〜/My Love
「only one〜逢いたくて〜／My Love♥」（オンリー・ワン あいたくて／マイ・ラブ）は、Metisの8枚目のシングル。2010年8月11日発売。

## 収録曲
- 全曲、作詞・作曲:Metis

1. only one〜逢いたくて〜
編曲：Kotaro Odaka
  - 松竹配給映画『きな子〜見習い警察犬の物語〜』主題歌
  - 広島ホームテレビ『勝ちグセ。サンデー 恋すぽ』2011年度エンディングテーマ
2. My Love♥
編曲：Koma2 Kaz
3. 揺れてみな
編曲：Koma2 Kaz
4. only one〜逢いたくて〜 (Instrumental)
5. My Love♥ (Instrumental)